# 瑞秋·萊·寇克
瑞秋·萊·寇克（英語：Rachael Leigh Cook，1979年10月4日—），是一名美国好萊塢的女演員，艺术家和电影制片，她主演1999年的电影窈窕美眉以及2012年电视连续剧罪案第六感。

## 外部連結
- 瑞秋·萊·寇克在互联网电影资料库（IMDb）上的資料（英文）